# シコクテンナンショウ
シコクテンナンショウ（学名:Arisaema iyoanum subsp. nakaianum）は、サトイモ科テンナンショウ属の多年草。オモゴウテンナンショウ A. iyoanum subsp. iyoanum を分類上の基本種とする亜種。
四国の山地の渓流沿いの急斜面にみられる。偽茎部は長く、葉柄部の2-3倍になる。葉は1個をつける。花序柄が短く、仏炎苞は紫褐色で、仏炎苞筒部に多数の白色の筋が目立ち、仏炎苞舷部が三角状広卵形になる。小型の株は雄花序をつけ、同一のものが大型になると雌花序または両性花序をつける雌雄偽異株で、雄株から雌株に完全に性転換する。

## 特徴
分類上の基本種であるオモゴウテンナンショウに比べて全体が大きく、植物体の高さは30-60cmになる。偽茎部は葉柄部の2-３倍程の長さになる。葉は1個、葉身は鳥足状に分裂して展開し、小葉間の葉軸が発達する。小葉は7-15個になり、長楕円形から長楕円状倒披針形で、先端は鋭くとがり、縁は全縁かまたは微細な鋸歯がある。中央の小葉が最も大きく、長さは23cmに達し、小葉柄がある。
花期は5月頃。葉と花序が地上に伸びて、葉が先に展開し、その後に花序が展開する。花序柄は葉柄部より短く、長さ1.5-6cmになる。仏炎苞は高さ12-23cm、仏炎苞筒部は上に開いた円筒形で、濃紫色ときに帯紫色、多数の白色の条線があり、まれに基本種と同じ緑白色の場合がある。仏炎苞口辺部は広く開出して耳状になる。仏炎苞舷部は幅が広く、卵形から三角状広卵形で、筒部と同長かやや長く、幅は3.5-6cm、鋭頭から鋭突頭で、外局し、外面は紫褐色の不規則な斑点が並び、内面は紫褐色または赤紫褐色になる。花序付属体は基部に柄があり、棍棒状から太棒状で長さ6.5-10cm、径5-12mm、先端は円く、黒褐色で表面にしばしば凹凸がある。染色体数は2n=28。しばしば、基本種のオモゴウテンナンショウと混生し、両亜種の雑種と思われる中間型がみられる。

## 分布と生育環境
日本固有種。四国に分布し、山地の渓流沿いの急斜面に生育する。

## 名前の由来
和名シコクテンナンショウおよび亜種名（命名時は変種名）nakaianum は、植物学者の大場達之 (1962) による命名。大場 (1962) は、山口県で発見されたヤマグチテンナンショウ Arisaema suwoense Nakai (1929)と混同されていたこの種について、はじめ Arisaema akiense Nakai var. nakaianum Kitag. et Ohba (1962)と命名し、翌年、Arisaema iyoanum Makino var. nakaianum (Kitag. et Ohba) Kitag. et Ohba (1963)に訂正した。あわせて、和名については、高知大学の山中二男の提言によって「シコクテンナンショウ」とした。

## 種の保全状況評価
絶滅危惧IB類 (EN)（環境省レッドリスト）
都道府県のレッドデータ、レッドリストの選定状況は次の通りとなっている。徳島県-絶滅危惧IA類(CR)、愛媛県-絶滅危惧IB類(EN)、高知県-絶滅危惧II類(VU)。

## 分類
植物学者の堀田満 (1966) は、オモゴウテンナンショウとシコクテンナンショウについて、前者の分布地が四国の瀬戸内海側、後者が四国の太平洋側と、両者はすみ分け的な分布をしており、形態的なちがいを併せ考えると、別種としてとりあつかった方がよいとして、シコクテンナンショウを独立種 Arisaema nakaianum (Kitag. et Ohba) M.Hotta (1966)とした。現在は、シノニムの扱いになっている。

## ギャラリー

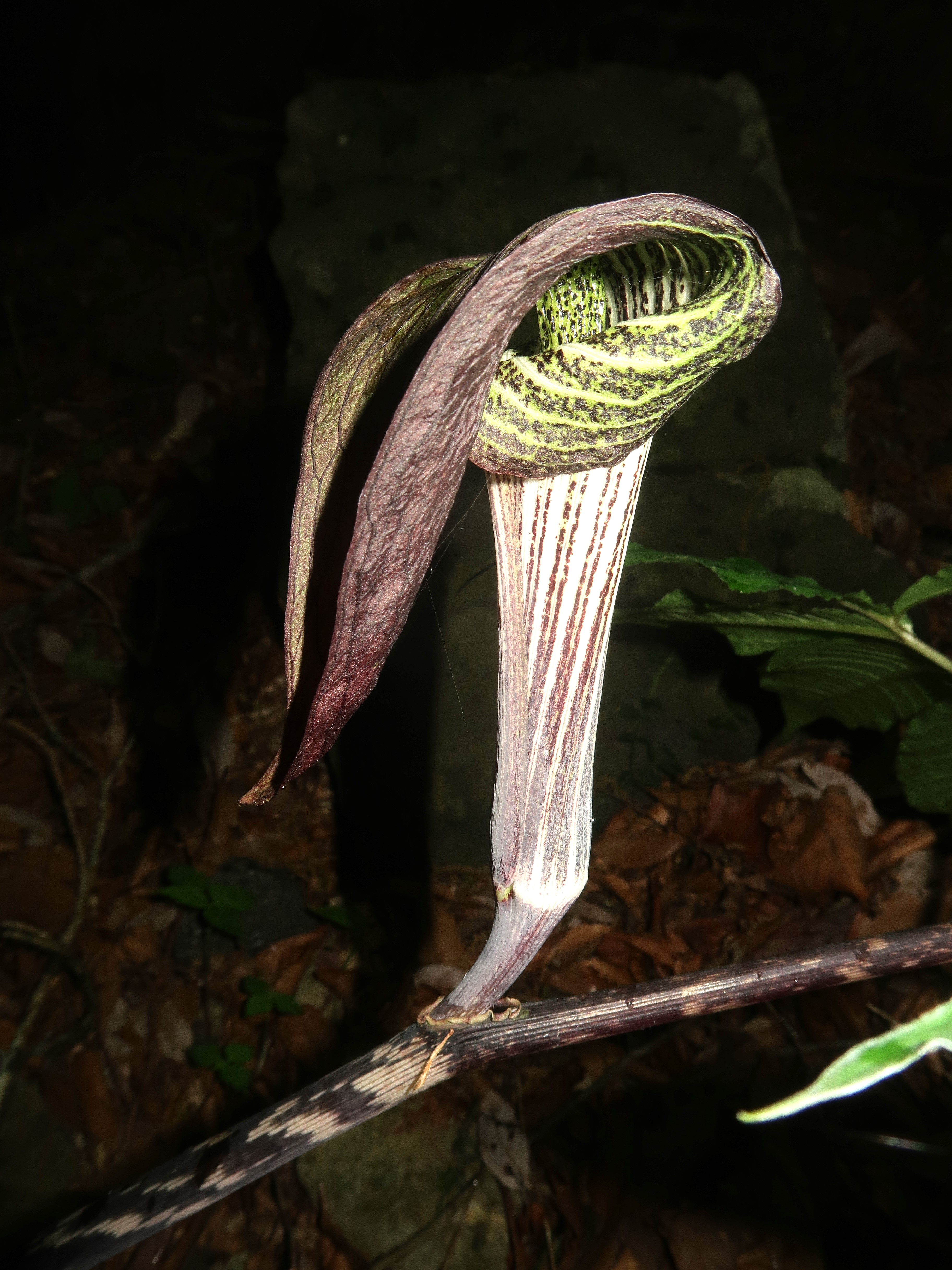
仏炎苞筒部は上に開いた円筒形で、濃紫色ときに帯紫色、多数の白色の条線がありる。仏炎苞口辺部は広く開出して耳状になる。
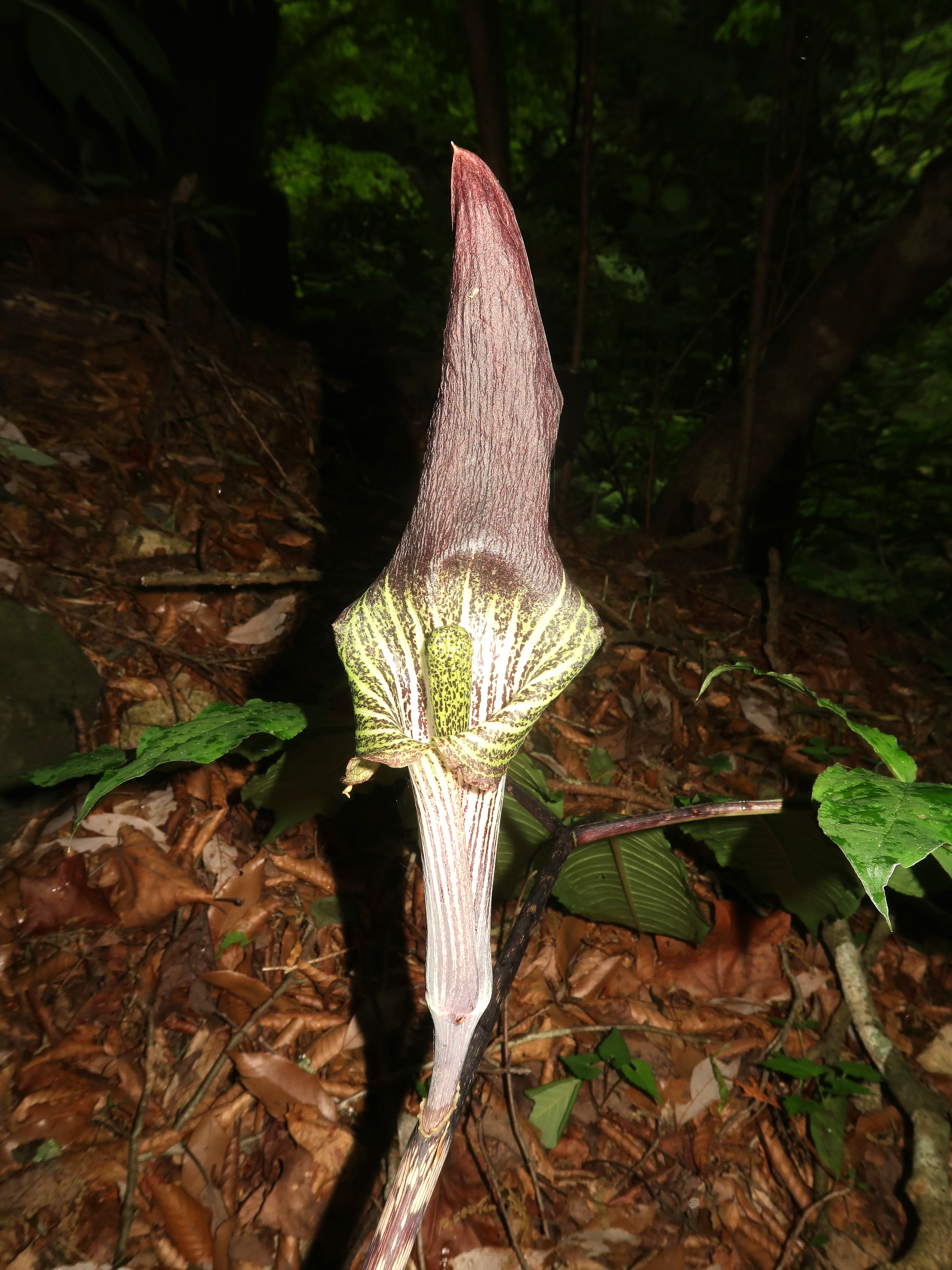
仏炎苞舷部は幅が広く、卵形から三角状広卵形で、内面は紫褐色または赤紫褐色になる。花序付属体の先端は円く、黒褐色で表面にしばしば凹凸がある。仏炎苞舷部を立たせて撮影。
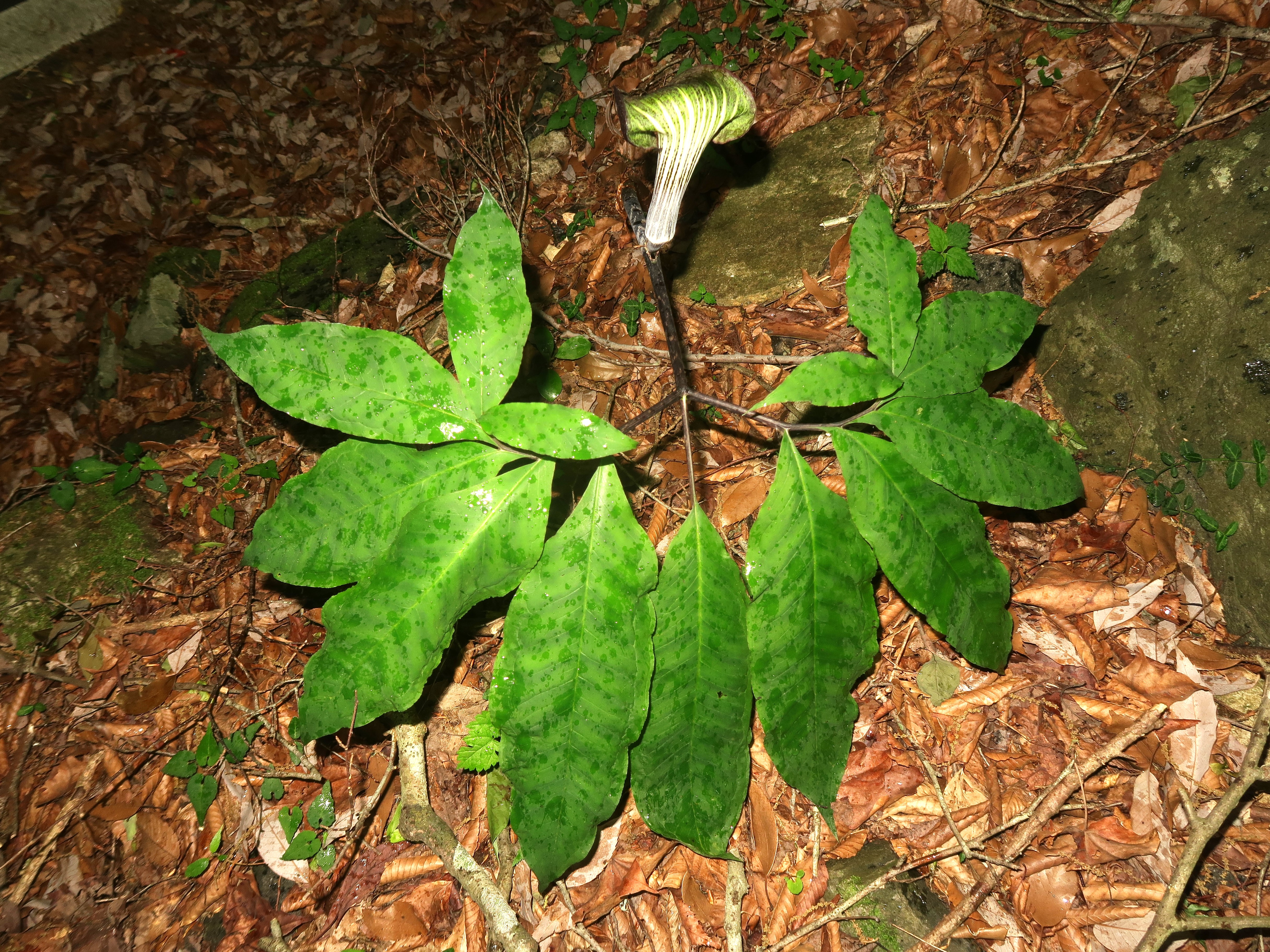
葉は1個、葉身は鳥足状に分裂して展開し、小葉間の葉軸が発達する。この個体の小葉は13個あり、中央の小葉が最も大きく、小葉柄がある。
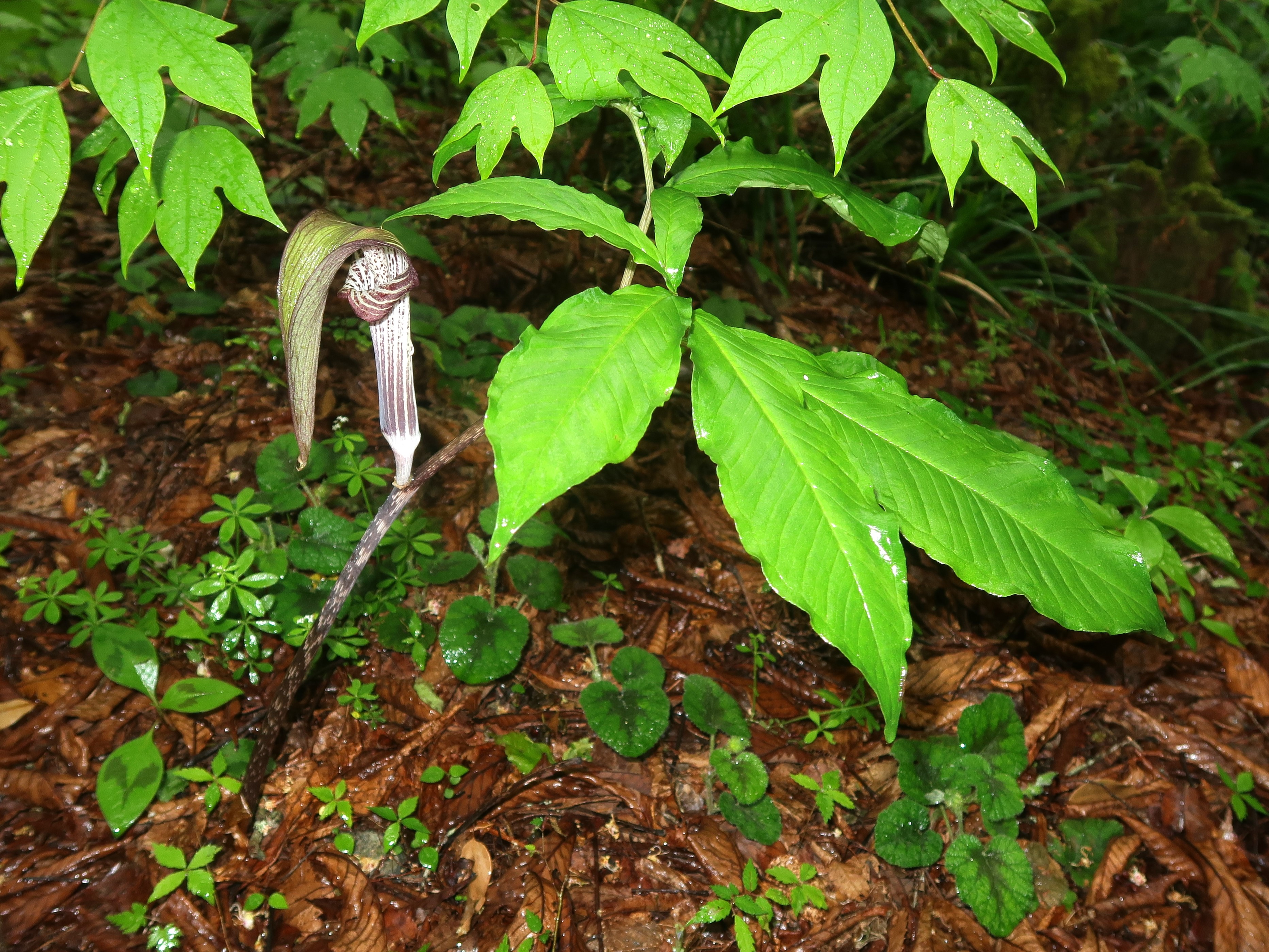
しばしば、基本種のオモゴウテンナンショウと混生し、両亜種の雑種と思われる中間型がみられる[8]。